# Прапор Солянуватки
Прапор Солянуватки — офіційний символ села Солянуватка, Самбірського району Львівської області, затверджений 25 червня 1999 року рішенням сесії Солянуватської сільської ради.
Автор — А. Гречило.

## Опис
Квадратне зелене полотнище, на якому жовте колесо, під ним обабіч та нижче — три жовті бочки солі, дві над однією.

## Зміст
На печатках села з ХІХ ст. був зображений чоловік з колесом у руках. Тому колесо залишено в гербі, а також додано бочки з сіллю, які вказують на давні розвинені солепромисли та на назву поселення.